# Viaţa noastră Vol.1
Viaţa noastră Vol.1 è una raccolta del gruppo Rap B.U.G. Mafia. L'album contiene 15 tracce tutte re-registrate.

## Tracce
| #  | Titolo                             | Tempo | Scrittore della canzone                                   | Produttore                                                   | Performers   | Crediti                                                               |
| -- | ---------------------------------- | ----- | --------------------------------------------------------- | ------------------------------------------------------------ | ------------ | --------------------------------------------------------------------- |
| 1  | "Viaţa noastră"                    | 3:59  | V.Irimia, A.Demeter, D.Neagu, V.Rudolf-Kanalas, N.Oncescu | Tataee per Casa Productions                                  | Adriana Vlad | - Tastiera di Tataee                                                  |
| 2  | "N-ai fost acolo"                  | 4:46  | V.Irimia, A.Demeter, D.Neagu, N.Oncescu                   | Tataee per Casa Productions                                  |              |                                                                       |
| 3  | "Capu' sus"                        | 4:41  | A.Demeter, V.Irmia, D.Neagu, N.Oncescu                    | Tatae per Casa Productions                                   | Adriana Vlad | - Tastiera di Tataee & Camil Beldeanu - Chitarra di Ştefan Mihăilescu |
| 4  | "Gherila p.t.m"                    | 4:33  | D.Neagu, V.Irimia, A.Demeter                              | Tataee per Casa Productions                                  | Villy        | - Tastiera di Tataee - Chitarra di Ştefan Mihăilescu                  |
| 5  | "Poezie de stradă (remix)"         | 4:37  | V.Irimia, D.Neagu, A.Demeter, N.Oncescu                   | Tataee, co-produced di Uzzi per Casa Productions             |              | - Tastiera di Tataee                                                  |
| 6  | "Faţă-n faţă"                      | 4:26  | A.Demeter, D.Neagu, V.Irimia, N.Oncescu                   | Tataee per Casa Productions                                  |              | - Tastiera di Tataee                                                  |
| 7  | "Între noapte şi zi"               | 4:07  | V.Irimia, D.Neagu, A.Demeter, N.Oncescu                   | Tataee, co-produttore di Uzzi and Caddy per Casa Productions | Adriana Vlad | - Tastiera di Tataee e Camil Beldeanu                                 |
| 8  | "Româneşte"                        | 4:06  | A.Demeter, D.Neagu, V.Irimia, N.Oncescu                   | Tataee per Casa Productions                                  |              | - Tastiera di Tataee - Chitarra di Ştefan Mihăilescu                  |
| 9  | "Un 2 şi trei de 0"                | 4:37  | V.Irimia, D.Neagu, A.Demeter, N.Oncescu                   | Tataee per Casa Productions                                  | Villy        | - Tastiera di Tataee e Camil Beldeanu                                 |
| 10 | "Până când moartea ne va despărţi" | 5:37  | D.Neagu, V.Irimia                                         | Tataee per Casa Productions                                  | Adriana Vlad | - Tastiera di Tataee and Camil Beldeanu                               |
| 11 | "Anturaju'"                        | 5:00  | A.Demeter, V.Irimia, D.Neagu, N.Oncescu                   | Tataee per Casa Productions                                  |              | - Tastiera di Tataee                                                  |
| 12 | "De cartier"                       | 4:48  | D.Neagu, A.Demeter, V.Irimia, N.Oncescu                   | Tataee per Casa Productions                                  | Adriana Vlad | - Tastiera di Tataee                                                  |
| 13 | "Jucător adevărat"                 | 5:15  | D.Neagu, V.Irimia, N.Oncescu                              | Tataee per Casa Productions                                  | Villy        | - Tastiera di Tataee & Camil Beldeanu - Chitarra di Ştefan Mihăilescu |
| 14 | "Limbaj de cartier"                | 5:58  | V.Irimia, A.Demeter, D.Neagu, N.Oncescu, C.Ion            | Tataee per Casa Productions                                  | Cheloo       | - Tastiera di Tataee - Chitarra di Cristi Andrei                      |
| 15 | "Pantelimonu' Petrece"             | 4:02  | V.Irimia, A.Demeter, D.Neagu, N.Oncescu                   | Tataee per Casa Productions                                  | Adriana Vlad | - Tastiera di Tataee - Chitarra di Andrei "The Cat" Vlad              |